# 도마정
도마정(일본어: 当麻町)은 일본 홋카이도 가미카와 지방 중부 가미카와군에 있는 정이다. 아사히카와시 동부와 인접한다. 홋카이도를 대표하는 우량미의 산지이며 홋카이도 농협미 대책본부에 의한 쌀 랭킹에서는 도마정이 7년 연속 1위를 기록하기도 했다.

## 지리
가미카와 분지의 동단에 해당하고 동부의 산지는 다이세쓰산에서 이어진다. 핏푸정과의 경계를 이시카리강이 흐르는 것 외에 지류인 우시슈베쓰강이 정내를 흐른다.

### 인접한 자치체
- 가미카와 종합진흥국
  - 아사히카와시
  - 가미카와군 핏푸정, 아이베쓰정, 가미카와정

## 역사
지명은 아이누어의 ‘트오마’(トオマ, 습지가 많은 곳)에서 유래된 것으로 여겨진다.
- 1893년 - 둔전병 400호가 이주했다.
- 1900년 - 가미카와군 나가야마촌(현 아사히카와시 나가야마)에서 분리되어 도마촌(當麻村)이 탄생했다.
- 1958년 - 정으로 승격하면서 도마정(当麻町)으로 개칭했다.

## 경제
벼농사를 중심으로 1차 산업이 주력 산업이 되고 있다. 수확된 쌀은 일등미의 비율이 높아 양질의 쌀이다. 그리고 덴스케 수박, 국화의 재배도 번성한다.

## 교통

### 철도
- 홋카이도 여객철도 세키호쿠 본선

### 도로
- 국도 39호선